# マレイン酸ジブチル
マレイン酸ジブチル (マレインさんジブチル、Dibutyl maleate) は、化学式 (CHCO2Bu)2 (Bu =butyl) で表される有機化合物である。これは、不飽和ジカルボン酸であるマレイン酸のジエステルである。無色油状液体だが、不純なサンプルは黄色である。

## 調製
マレイン酸ジブチルは、p-トルエンスルホン酸の存在下、無水マレイン酸と1-ブタノールの反応で得られる。

## 使用
マレイン酸ジブチルは、主に酢酸ビニルとの共重合体の水性分散液の可塑剤として、また他の化合物の調製の中間体として使用される。ポリアスパラギン酸技術の発明により、この材料は別の用途に使われるようになった。この状況では、アミンはマレイン酸ジアルキル (通常はマレイン酸ジエチルだが、マレイン酸ジブチルも使用できる) とマイケル付加反応を利用して反応する。得られた製品であるポリアスパラギン酸エステル製品は、コーティング、接着剤、シーラント、エラストマーとして使用される。 